# Основоположний закон ФРН

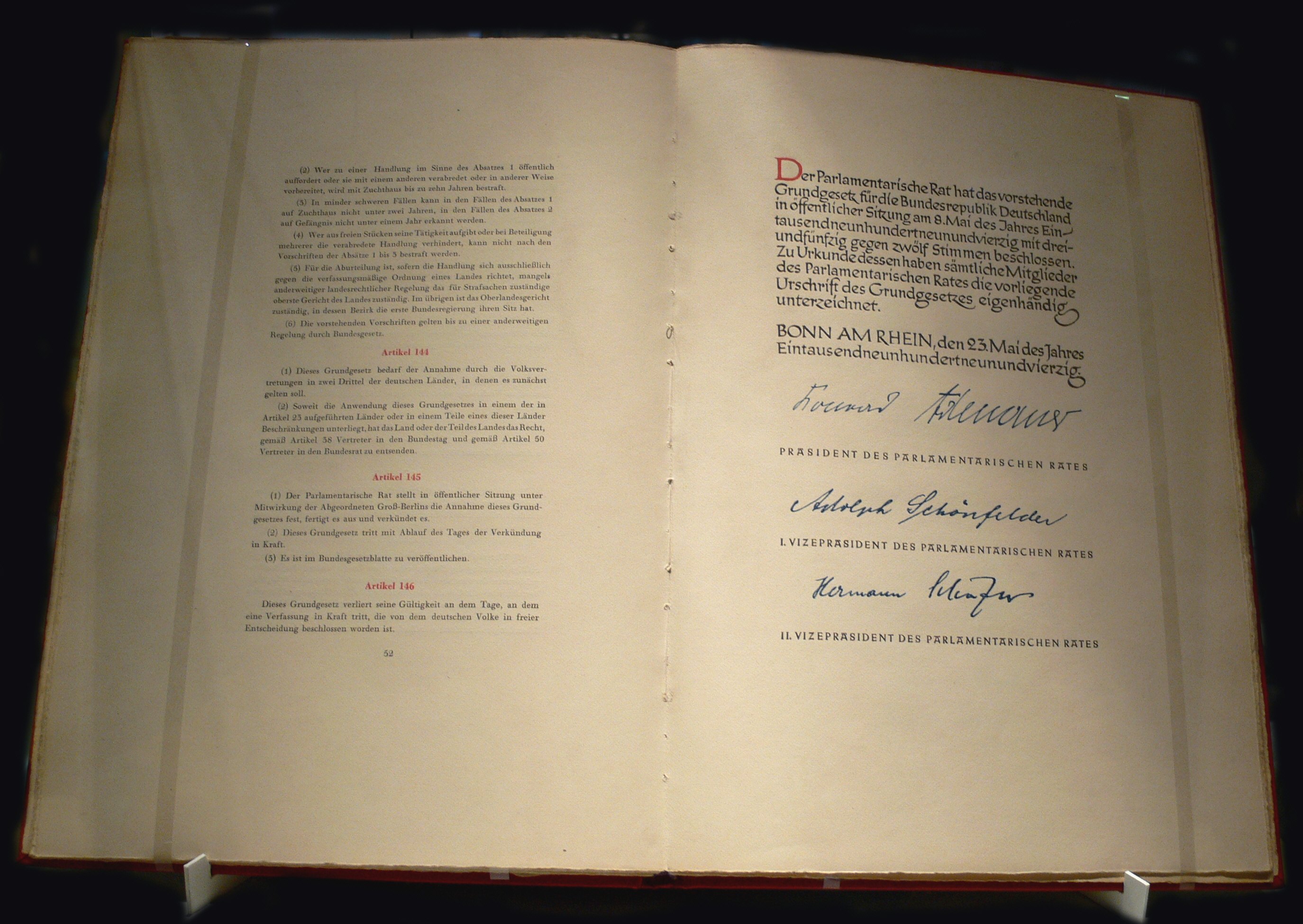
1949

Основоположний закон Федеративної Республіки Німеччина (нім. Grundgesetz für die Bundesrepublik Deutschland) — від 23 травня 1949 року офіційна назва конституції ФРН.

## Історія
23 травня 1949 року в західній окупаційній зоні була заснована Федеративна Республіка Німеччина. Цього дня Парламентська рада в Бонні урочисто проголосила набуття чинності Основоположного закону країни.
Основоположний закон ухвалювали як тимчасову конституцію, саме тому його і не назвали «Конституція». У Преамбулі зазначили, що він діє аж до об'єднання країни, після чого буде випрацювана конституція об'єднаної Німеччини. Проте 40-річний досвід конституційного будівництва довів, що Основоположний закон був одним з найбільш вдалих конституційних документів в історії Німеччини. Він забезпечив створення і функціонування життєздатної демократії на німецькій землі. Тому після об'єднання країни припис про тимчасовий характер Основоположного закону вилучили з Преамбули. Та все ж питання про розроблення нової конституції остаточно не зняли з порядку денного, його лише відклали на невизначений час.
Основоположний закон — це новий юридичний документ, який зберігає, утім, певну спадкоємність з попереднім конституційним розвитком. У статті 140 Основоположного закону сказано, що статті 136, 137, 138, 139 і 141 Веймарської конституції є частиною Основоположного закону. Ці статті регулюють взаємини держави та церкви. Основоположний закон складають преамбула та 14 розділів, до того ж три розділи (IVa, Villa, Xa) включили до нього дещо пізніше, в процесі внесення правлень і доповнень.
Проєкт Основоположного закону ФРН підготував комітет німецьких фахівців з конституційного права, що діяв на основі вказівок прем'єр-міністрів земель, яких на це уповноважили губернатори західних окупаційних зон. Проєкт розглянула Парламентська рада з депутатів, вибраних ландтаґами земель. Остаточний проєкт схвалили 8 травня 1949 року. Він набув чинності 23 травня того ж року.
Основоположний закон проголосив ФРН як правову, федеративну, демократичну, республіканську і соціальну державу.
Назва «Федеральна Республіка Німеччини» була вигадана Теодором Гейсом, майбутнім першим президентом країни.
Розв'язуючи питання щодо державного прапора, Парламентська рада зупинилася на чорно-червоно-жовтому триколорі, який був прапором революції 1848 року, стягом боротьби за об'єднання Німеччини.
Що стосується герба, то члени Парламентської ради не стали порушувати традицію: з XII століття на золотому щиті династії Штауфенов красувався чорний орел з червоними лапами і дзьобом, що вів своє походження від герба Карла Великого. Батьки конституції 1949 року лише прибрали з кігтів орла свастику, яку він тримав 12 років за нацистського режиму.
Про гімн в конституції вирішили взагалі не згадувати, оскільки знаменита «Німецька пісня» починалася словами «Німеччина, Німеччина понад усе», які все людство сприймало як клич шовініста. Гімн з'явився тільки в 1952 році: ним стала третя строфа «Німецької пісні».

## Ключові положення
Згідно з Основоположним законом главою держави є Федеральний президент. Президент виконує передовсім представницькі функції, його обирають спеціально скликані Федеральні збори (до них входять депутати бундестаґу і така ж кількість делегатів, що їх обирають земельні парламенти) строком на 5 років.
Верховним виборним законодавчим органом ФРН є бундестаґ — німецький парламент, що обирається на 4 роки способом загальних прямих і таємних виборів (активне і пасивне виборчі права надають тим, кому виповнилося 18 років). Половину депутатів обирають в округах за мажоритарною системою, другу ж половину — за партійними списками.
У бундестаґу можуть бути представлені партії, що набрали на виборах не меншого 5 % голосів виборців за партійними списками. Якщо партія цей бар'єр не подолала, проте отримала три або більше прямих мандатів, подані за неї голоси враховуються при розподілі місць в бундестаґу (в цьому випадку партія не має права утворити фракцію).
Ухвалюючи закони, бундестаґ взаємодіє з представницьким органом земель ФРН — бундесратом, який не є виборним органом. Його членів (прем'єр-міністрів і міністрів земель ФРН) призначають земельні уряди. Склад бундесрату міняється у міру проведення виборів в ландтаґи (парламенти) земель. Кожна земля має в бундесраті від 3 до 6 голосів залежно від чисельності населення. На 2009 рік в бундесраті 69 місць.
Президента і 3 віцепрезиденти бундесрату обирають строком на 1 рік за принципом ротації з-посеред голів земельних урядів. З 1 листопада 2008 по 31 жовтня 2009 президентом бундесрату є прем'єр-міністр Саара Петер Мюллер (ХДС).
Виконавча влада на федеральному рівні представлена федеральним урядом, на чолі якого стоїть федеральний канцлер. Головою органів виконавчої влади на рівні суб'єктів федерації є прем'єр-міністр (або бурґомістр міста-землі).
Федеральною і земельними адміністраціями керують міністри, які стоять на чолі адміністративних органів.

## Сучасний стан
Основоположний закон ФРН, напрацьований у 1948—1949 роках як конституція для Західної Німеччини, у 1990 році став конституцією для всієї Німеччини. Інтеграція Німецької Демократичної Республіки до складу ФРН, здійснена 3 жовтня 1990 року, була проведена у спосіб її приєднання НДР до ФРН. НДР зникла як юридичний, і зокрема як міжнародно-правовий, суб'єкт. Приєднання відбулося на основі ст. 23 Основоположного закону ФРН в редакції, чинній на той час. Ця стаття, у якій перелічували землі ФРН, встановлювала, що «в решті частин Німеччини він (Основоположний закон) має набути чинності після їхнього приєднання».